# Paco Nájera (historietista)
Francisco Nájera Ortega (Jabalquinto, 5 de mayo de 1959), más conocido como Paco Nájera, es un dibujante de historietas e ilustrador español, dedicado al género humorístico. 

## Biografía
De formación autodidacta, Paco Nájera empezó a participar en los concursos organizados por revistas como Totem el comix (1991), tras realizar el servicio militar, mostrando en sus primeros trabajos una clara influencia de Carlos Giménez. Creó luego historietas infantiles de una página en las revistas Super Mortadelo y Super Zipi y Zape, de Ediciones B, con personajes tales como Chun-go, Eco y Logi y Capo y Rob.
Tras el cierre de estas revistas, continuó publicando en fanzines, como Barzelona Cómic (1992-96), cuyo editor Ramón Monte Blanco publicaría sus primeros álbumes recopilatorios: Iconomías Sumergidas (1994) y, con guion de José Miguel Pallarés, Seis postdatas a un tiempo (1996). 
Tras las diez páginas de El Capitán Tronado (1998), un homenaje-parodia de El Capitán Trueno, publica otra dedicada a Conan el Bárbaro: Gañán el Bestiajo, que contaría con tres números, que según el autor, serían pésimamente distribuidos.
Realiza entonces la serie Hechicero (1999-2001), con guion de José Miguel Pallarés, para MegaMultimedia, que termina bruscamente debido al cierre de la editorial. Su amistad con Joan Pieras le lleva a colaborar con él en El boceto (Amaníaco Ediciones, 2002) y a participar desde el 2000 en el Salón del cómic de La Massana, además de facilitarle la edición de sus historietas en catalán. En esta época se vinculó también brevemente a la asociación Viñeta 6, dedicada a la promoción del cómic en Jaén.
Tras una serie de proyectos fallidos como las series de fantasía heroica Aribel y Klonac y una adaptación de la novela Cienfuegos de Alberto Vázquez-Figueroa y la edición en 2003 de un cuadernillo de El capitán Trueno con guion de Víctor Mora editado con ayuda de la Asociación del personaje, publica desde 2005 la serie Tartessos para Editorial Almuzara, que cuenta con guion de Santiago Girón en sus dos primeros números, y constituye su proyecto más ambicioso hasta la fecha.

## Obras

### Historietas

#### Gañán el Bestiajopara Alakrán Cómics Group
- Lagarto lagarto (1998)
- Conjuras y otras burradas (1998)

#### Tartessospara Editorial Almuzara
- La ruta del estaño (2005) (guion de Santiago Girón) (ISBN 84-96416-64-X)
- La espada de Crisaor (2006) (guion de Santiago Girón) (ISBN 84-88586-68-X)
- Odisea en Iberia (2007) (ISBN 84-96710-69-6)
- El pasado atlante (2008) (ISBN 978-84-92573-08-0)

#### Otros
- Iconomias sumergidas (1994) (Barzelona Còmic)
- 6 postdatas a un tiempo (1996) (guion de José Miguel Pallarés) (Barzelona Còmic)
- El Capitán Tronado (1998) (El Boletín: La Colla)
- El Capitán Trueno. Homenaje (2003) (guion de Víctor Mora) (Círculo de amigos del capitán Trueno. Financiado por colaboración popular, cuyos nombres figuran en los créditos.
- El boceto (2002) (guion de Joan Pieras) (Amaníaco Ediciones)
- Hechicero (1999-2001) (guion de José Miguel Pallarés) (Megamultimedia)
- ..Gañan el bestiajo. Blanco y negro. Recoplacion de la serie. Edita Asociación Qi'tomer.
- Retazos (2005) (Asociación Qi'tomer) contiene:
  - Los hijos de la luna (1993) (guion de José Miguel Pallarés)
  - La mordida
  - El cortejo
  - El fantasma del Coyote
  - Traición en Bedmar
  - Armas de mujer
  - Episodio del enemigo
- Chun-go (2005) (guion de Diego Cara) (ISBN 84-933935-6-8) (Asociación Cultural Andaluza - Colectivo D. Tebeos)
- ..Tertulias y Cortes. Colección 12 del doce. n.º 9. Guion de Rafa Marin. (2012) Diputación de Cádiz. ISBN 978-84-92717-33-0
- ..¿Dónde esta la crisis?. Guion de Pepe Caldelas.(2012) Panini comics. ISBN 978-84-9885-808-2
- .. Gañan el bestiajo. Color. Recopilación de la serie en color con extras como ilustraciones del autor y otros dibujantes. 120 páginas. Edita Yomeloguisoymelocomo Ediciones. 2015. Tirada limitada.
- Truenines. Galería de personajes infantilizados de la serie El Capitán Trueno. Edita Asociación de amigos del Capitán Trueno. 2022.
- Heroes en miniatura...del comic. Edita La Massana comic. 2023. Galeria de heroes del comic infantilizados.